# Знаки поштової оплати СРСР 1980
Знаки поштової оплати СРСР 1980 — перелік поштових марок, введених в обіг поштою СРСР у 1980 році.

## Список комеморативних марок
| № у каталозі                        | Зображення | Опис та джерело | Номінал                            | Дата введення в обіг  | Тираж | Дизайн                           |
| ----------------------------------- | ---------- | --- | ---------------------------------- | --------------------- | --- | -------------------------------- |
| (ЦФА № 5032) (Mi #4914)             |            | рос. Серия «50-летие автономных республик»: (Серія «50-річчя автономних республік») - рос. Мордовская АССР (Мордовська АРСР) | 0,04 крб.                          | 10 січня 1980 року    | 4 800 000 | Юрій Косоруков                   |
| (ЦФА № 5033) (Mi #4915)             |            | Серія «Зимові Олімпійські ігри 1980 в Лейк-Плесід»: Ковзанярський спорт | 0,04 крб.                          | 22 січня 1980 року    | 8 600 000 | І. Сущенко                       |
| (ЦФА № 5034) (Mi #4916)             |            | Серія «Зимові Олімпійські ігри 1980 в Лейк-Плесід»: Фігурне катання | 0,06 крб.                          | 22 січня 1980 року    | 7 800 000 | І. Сущенко                       |
| (ЦФА № 5035) (Mi #4917)             |            | Серія «Зимові Олімпійські ігри 1980 в Лейк-Плесід»: Хокей із шайбою | 0,10 крб.                          | 22 січня 1980 року    | 6 800 000 | І. Сущенко                       |
| (ЦФА № 5036) (Mi #4918)             |            | Серія «Зимові Олімпійські ігри 1980 в Лейк-Плесід»: Гірськолижний спорт | 0,15 крб.                          | 22 січня 1980 року    | 5 400 000 | І. Сущенко                       |
| (ЦФА № 5037) (Mi #4919)             |            | Серія «Зимові Олімпійські ігри 1980 в Лейк-Плесід»: Санний спорт | 0,20 крб.                          | 22 січня 1980 року    | 5 000 000 | І. Сущенко                       |
| (ЦФА № 5038) (Mi #Block143 (4920))  |            | Серія «Зимові Олімпійські ігри 1980 в Лейк-Плесід»: Блок пам'ятний «Лижні перегони» | 0,50 крб.                          | 22 січня 1980 року    | 2 000 000 | І. Сущенко                       |
| (ЦФА № 5039) (Mi #4921)             |            | Серія «Літні Олімпійські ігри 1980 у Москві»: Спринт" | 0,04 + 0,02 крб.                   | 6 лютого 1980 року    | 6 000 000 | Н. Литвинов                      |
| (ЦФА № 5040) (Mi #4922)             |            | Серія «Літні Олімпійські ігри 1980 у Москві»: Біг з бар'єрами" | 0,06 + 0,03 крб.                   | 6 лютого 1980 року    | 6 000 000 | Н. Литвинов                      |
| (ЦФА № 5041) (Mi #4923)             |            | Серія «Літні Олімпійські ігри 1980 у Москві»: Спортивна ходьба" | 0,10 + 0,05 крб.                   | 6 лютого 1980 року    | 5 000 000 | Н. Литвинов                      |
| (ЦФА № 5042) (Mi #4924)             |            | Серія «Літні Олімпійські ігри 1980 у Москві»: Стрибки у висоту" | 0,16 + 0,06 крб.                   | 6 лютого 1980 року    | 4 500 000 | Н. Литвинов                      |
| (ЦФА № 5043) (Mi #4925)             |            | Серія «Літні Олімпійські ігри 1980 у Москві»: Стрибки у довжину" | 0,20 + 0,10 крб.                   | 6 лютого 1980 року    | 1 200 000 | Н. Литвинов                      |
| (ЦФА № 5050) (Mi #4926)             |            | рос. «100-летие со дня рождения Н.И.Подвойского (1880—1948)» («100-річчя від дня народження М. І. Подвойського (1880—1948)») | 0,04 крб.                          | 16 лютого 1980 року   | 4 400 000 | В. Нікітін гравер Іван Мокроусов |
| (ЦФА № 5051) (Mi #4927)             |            | Поштово-благодійний випуск «Туризм під знаком Олімпіади в СРСР»: Московський кремль | 1,00 + 0,50 крб.                   | 27 лютого 1980 року   | 700 000 | Л. Шаров                         |
| (ЦФА № 5052) (Mi #4928)             |            | Поштово-благодійний випуск «Туризм під знаком Олімпіади в СРСР»: проспект Калініна в Москва | 1,00 + 0,50 крб.                   | 27 лютого 1980 року   | 700 000 | Л. Шаров                         |
| (ЦФА № 5061) (Mi #4929)             |            | «О.Венеціанов. На жатве. Лето» | 0,06 крб.                          | 4 березня 1980 року   | 7 300 000 | О.Венеціанов                     |
| (ЦФА № 5062) (Mi #4930)             |            | «О.Саврасов. Веселка. 1875» | 0,06 крб.                          | 4 березня 1980 року   | 8 300 000 | О.Саврасов                       |
| (ЦФА № 5063) (Mi #4931)             |            | «М. Сарьян. Старий Єреван. 1928» | 0,06 крб.                          | 4 березня 1980 року   | 7 800 000 | М. Сарьян                        |
| (ЦФА № 5044) (Mi #4932)             |            | Серія «Літні Олімпійські ігри 1980 у Москві»: Стрибки з жердиною" | 0,04 + 0,02 крб.                   | 12 березня 1980 року  | 6 000 000 | Н. Литвинов                      |
| (ЦФА № 5045) (Mi #4933)             |            | Серія «Літні Олімпійські ігри 1980 у Москві»: Метання диска" | 0,06 + 0,03 крб.                   | 12 березня 1980 року  | 6 000 000 | Н. Литвинов                      |
| (ЦФА № 5046) (Mi #4934)             |            | Серія «Літні Олімпійські ігри 1980 у Москві»: Метання списа" | 0,10 + 0,05 крб.                   | 12 березня 1980 року  | 5 000 000 | Н. Литвинов                      |
| (ЦФА № 5047) (Mi #4935)             |            | Серія «Літні Олімпійські ігри 1980 у Москві»: Метання молота" | 0,16 + 0,06 крб.                   | 12 березня 1980 року  | 4 500 000 | Н. Литвинов                      |
| (ЦФА № 5048) (Mi #4936)             |            | Серія «Літні Олімпійські ігри 1980 у Москві»: Штовхання ядра" | 0,20 + 0,10 крб.                   | 12 березня 1980 року  | 4 500 000 | Н. Литвинов                      |
| (ЦФА № 5049) (Mi #Block 144 (4937)) |            | Серія «Літні Олімпійські ігри 1980 у Москві»: Блок пам'ятний «Естафета» | 0,50 + 0,25 крб.                   | 12 березня 1980 року  | 700 000 | Н. Литвинов                      |
| (ЦФА № 5064) (Mi #Block145 (4938))  |            | рос. Почтовый блок «15-летие первого выхода человека в открытый космос» (Блок пам'ятний «15-річчя першого виходу людини у відкритий космос») | 0,50 крб.                          | 18 березня 1980 року  | 2 000 000 | Олексій Леонов                   |
| (ЦФА № 5065) (Mi #4939)             |            | рос. 60-летие со дня рождения Г.Отса (60-річчя від дня народження Г.Отса) - рос. Народный артист Георг Отс (Народний артист Отс Георг) | 0,04 крб.                          | 21 березня 1980 року  | 4 900 000 | П.Лухтейн                        |
| (ЦФА № 5066) (Mi #4942)             |            | рос. 50-летие ордена Ленина (50-річчя ордена Леніна); | 0,04 крб.                          | 6 квітня 1980 року    | 5400000; | І.Мартинов                       |
| (ЦФА № 5069-5071) (Mi #4945-4947)   |            | рос. 35-летие победы советского народа в Великой Отечественной войне: (35-річчя перемоги радянського народу у Великій Вітчизняній війні) - рос. Статуя воина-освободителя (Пам'ятник воїнам Радянської армії в Трептов-парку); - рос. Статуя «Родина-мать» (Батьківщина-Мати); - рос. Парад Победы (Парад Перемоги);                  | 0,04 крб.                          | 25 квітня 1980 року   | Error in Template:Nts: Fractions are not supported Error in Template:Nts: Fractions are not supported Error in Template:Nts: Fractions are not supported | Ю.Бронфенбренер                  |
| (ЦФА № 5074-5079) (Mi #4956-4961)   |            | Історія вітчизняного: - Вертоліт Як-24; - Вертоліт Мі-8; - Вертоліт Ка-26; - Вертоліт Мі-6; - Вертоліт Мі-10к; - Вертоліт В-12; | 0,01 0,02 0,03 0,06 0,15 0,32 крб. | 14 травня 1980 року   | № 5074 − 7800000; № 5075 − 7300000; № 5076 − 7100000; № 5077 − 6600000; № 5078 − 4700000; № 5079 − 4500000;                                              | М.Колесника                      |
| (ЦФА № 5086) (Mi #4968)             |            | рос. Серия «Ценные породы пушных зверей» (Серія «Цінні породи хутрових звірів»): - рос. Серебристо-черная лисица (Чорно-бура лисиця) | 0,02 крб.                          | 25 червня 1980 року   | 9 600 000 | І.Сущенко                        |
| (ЦФА № 5087) (Mi #4969)             |            | рос. Серия «Ценные породы пушных зверей» (Серія «Цінні породи хутрових звірів»): - рос. Песец вуалевый (Песець вуалево) | 0,04 крб.                          | 25 червня 1980 року   | 9 000 000 | І.Сущенко                        |
| (ЦФА № 5088) (Mi #4970)             |            | рос. Серия «Ценные породы пушных зверей» (Серія «Цінні породи хутрових звірів»): - рос. Норка (Норка) | 0,06 крб.                          | 25 червня 1980 року   | 8 200 000 | І.Сущенко                        |
| (ЦФА № 5089) (Mi #4971)             |            | рос. Серия «Ценные породы пушных зверей» (Серія «Цінні породи хутрових звірів»): - рос. Белая нутрия (Біла нутрія) | 0,10 крб.                          | 25 червня 1980 року   | 6 200 000 | І.Сущенко                        |
| (ЦФА № 5090) (Mi #4972)             |            | рос. Серия «Ценные породы пушных зверей» (Серія «Цінні породи хутрових звірів»): - рос. Черный соболь (Чорний соболь) | 0,15 крб.                          | 25 червня 1980 року   | 5 500 000 | І.Сущенко                        |
| (ЦФА № 5100) (Mi #4982)             |            | Гоночный автомобіль «ХАДИ-7» | 0,02 крб.                          | 25 серпня 1980 року   | 7 500 000 | Юрій Арціменєв                   |
| (ЦФА № 5101) (Mi #4983)             |            | Гоночный автомобіль «ХАДИ-10» | 0,06 крб.                          | 25 серпня 1980 року   | 6 700 000 | Юрій Арціменєв                   |
| (ЦФА № 5102) (Mi #4984)             |            | Гоночный автомобіль «ХАДИ-11Е» | 0,15 крб.                          | 25 серпня 1980 року   | 5 000 000 | Юрій Арціменєв                   |
| (ЦФА № 5103) (Mi #4985)             |            | Гоночный автомобіль «ХАДИ-13Е» | 0,32 крб.                          | 25 серпня 1980 року   | 4 900 000 | Юрій Арціменєв                   |
| (ЦФА № 5105) (Mi #4987)             |            | рос. 200-летие со дня рождения Жана Огюста Доминика Энгра (200-річчя від дня народження Жан-Огюст-Домінік Енгр) | 0,32 крб.                          | 29 серпня 1980 року   | 4 800 000 | Г.Пікунов                        |
| (ЦФА № 5108) (Mi #4990)             |            | рос. Первый пилотируемый полет транспортного корабля «Союз Т-2» (Перший пілотований політ транспортного корабля «Союз Т-2») - рос. Космонавты Ю.Малышев и В.Аксенов (Космонавти Ю.Малишев і В. Аксьонов) | 0,10 крб.                          | 15 вересня 1980 року  | 5 000 000 | Г.Комлев                         |
| (ЦФА № 5115-5116) (Mi #4997-4998)   |            | рос. Отечественная живопись (Вітчизняна живопис) - рос. Н.Неврев. Торг. Сцена из крепостного быта. 1866 (М.Неврев. Торг. Сцена з кріпосного побуту. 1866) - рос. К.Флавицкий. Княжна Тараканова. 1864 (К.Флавіцкий. Княжна Тараканова. 1864)                                                                                          | 0,06 крб.                          | 25 вересня 1980 року  | 5 500 000 | І.Мартинова                      |
| (ЦФА № 5120) (Mi #5002)             |            | рос. Серия «Охраняемые породы деревьев и кустарников» (Серія «Охоронювані породи дерев і чагарників»): - рос. Кедр сибирский (Сосна сибірська); | 0,02 крб.                          | 29 жовтня 1980 року   | 8 400 000 | А.Куртенко                       |
| (ЦФА № 5121) (Mi #5003)             |            | рос. Серия «Охраняемые породы деревьев и кустарников» (Серія «Охоронювані породи дерев і чагарників»): - рос. Дуб обыкновенный (Дуб звичайний); | 0,04 крб.                          | 29 жовтня 1980 року   | 7 900 000 | А.Куртенко                       |
| (ЦФА № 5122) (Mi #5004)             |            | рос. Серия «Охраняемые породы деревьев и кустарников» (Серія «Охоронювані породи дерев і чагарників»): - рос. Липа мелколистная (Липа дрібнолиста); | 0,06 крб.                          | 29 жовтня 1980 року   | 7 100 000 | А.Куртенко                       |
| (ЦФА № 5123) (Mi #5005)             |            | рос. Серия «Охраняемые породы деревьев и кустарников» (Серія «Охоронювані породи дерев і чагарників»): - рос. Облепиха крушиновидная (Обліпиха звичайна); | 0,10 крб.                          | 29 жовтня 1980 року   | 6 100 000 | А.Куртенко                       |
| (ЦФА № 5124) (Mi #5006)             |            | рос. Серия «Охраняемые породы деревьев и кустарников» (Серія «Охоронювані породи дерев і чагарників»): - рос. Ясень обыкновенный (Ясен звичайний); | 0,15 крб.                          | 29 жовтня 1980 року   | 5 400 000 | А.Куртенко                       |
| (ЦФА № 5125) (Mi #5007)             |            | рос. 100-летие со дня рождения А.Ф.Иоффе: (100-річчя від дня народження А. Ф. Йоффе:) - рос. Академик А.Иоффе (Академік А.Йоффе); | 0,04 крб.                          | 29 жовтня 1980 року   | 4 400 000 | А.Щедрін                         |
| (ЦФА № 5126) (Mi #5008)             |            | рос. Почтовый блок «Успешное завершение Игр XXII Олимпиады в Москве» (Блок пам'ятний «Успішне завершення Ігор XXII Олімпіади в Москві»): - рос. «Эстафета Олимпийского Огня» («Естафета олімпійського вогню») | 1,00 крб.                          | 21 листопад 1980 року | 700 000 | Юрій Левіновскім                 |
| (ЦФА № 5130-5135) (Mi #5012-5017)   |            | рос. Серия «Научно-исследовательский флот» (Серія «Науково-дослідний флот»): - рос. Аю-Даг (Аюдаг) - рос. Валериан Урываев (Валеріан Уриваєв) - рос. Михаил Сомов (Михайло Сомов) - рос. Академик Сергей Королев (Академік Сергій Корольов) - рос. Отто Шмидт (Отто Шмідт) - рос. Академик Мстислав Келдыш (Академік Мстислав Келдиш) | 0,02 0,03 0,04 0,06 0,10 0,15 крб. | 24 листопад 1980 року | Error in Template:Nts: Fractions are not supported | -                                |
| (ЦФА № 5138) (Mi #5019)             |            | рос. «С Новым, 1981 годом!»: Кремлёвский Дворец съездов (З Новим, 1981 роком! Палац з'їздів у Кремлі) | 0,04 крб.                          | 1 грудня 1980 року    | 4 600 000 | Юрій Арціменєв                   |
| (ЦФА № 5141) (Mi #5023)             |            | рос. Серия «Мосты Москвы» (Серія «Мости Москви»): - рос. Нагатинский мост (Нагатінський метроміст) | 0,04 крб.                          | 23 грудня 1980 року   | 5 700 000 | -                                |
| (ЦФА № 5142) (Mi #5024)             |            | рос. Серия «Мосты Москвы» (Серія «Мости Москви»): - рос. Метромост в Лужниках (Лужнецький метроміст) | 0,06 крб.                          | 23 грудня 1980 року   | 5 100 000 | -                                |
| (ЦФА № 5143) (Mi #5025)             |            | рос. Серия «Мосты Москвы» (Серія «Мости Москви»): - рос. Калининский мост (Калінінський міст) | 0,15 крб.                          | 23 грудня 1980 року   | 4 700 000 | -                                |
| (ЦФА № 5145) (Mi #5027)             |            | рос. Визит Л.И.Брежнева в Индию (Візит Л. І. Брежнєва в Індію): - рос. «Государственные флаги СССР и Индии. Дворец Раштрапати Бхаван в Нью Дели» («Державні прапори СРСР та Індії. Палац Раштрапаті-Бхаван в Нью Делі») | 0,04 крб.                          | 30 грудня 1980 року   | 4 000 000 | І.Мартинов і Н.Черкасов          |